# هاینتس گائوبه

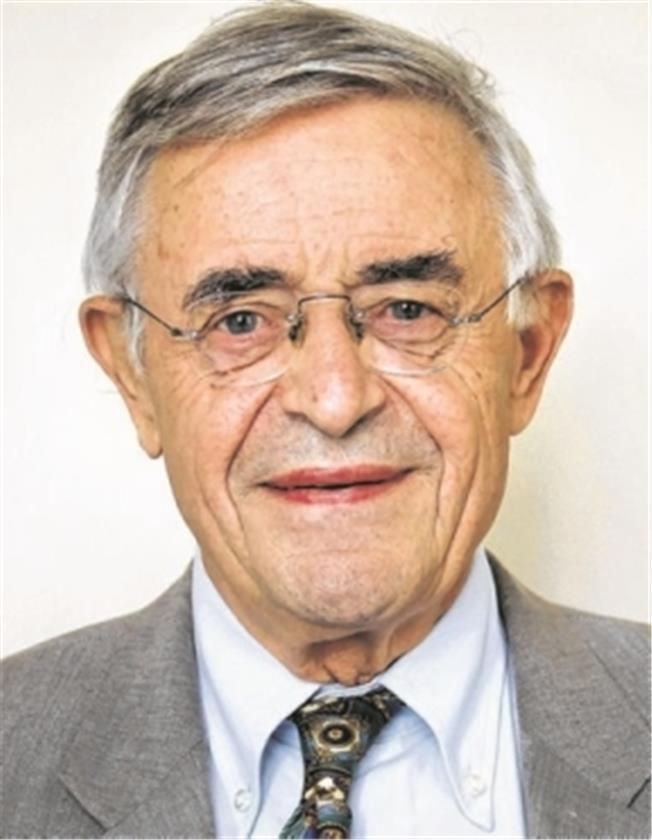

هاینتس گائوبه (زادهٔ ۸ سپتامبر ۱۹۴۰ در چسکا لیپا) ایران‌شناس اهل آلمان و استاد بازنشسته دانشکده ایران‌شناسی در گروه شرق‌شناسی دانشگاه توبینگن است.

## زندگی
گائوبه از سال ۱۹۶۵ مطالعات اسلامی، ایرانشناسی، مطالعات سامی، تاریخ هنر، باستان‌شناسی و الهیات کلاسیک در هامبورگ، وین، لنینگراد، بیروت و لندن تحصیل کرد. وی پس از دریافت دکترای خود در هامبورگ در سال ۱۹۷۰، تا سال ۱۹۷۵ در انستیتوی مشرق جامعه شرقی آلمان در بیروت استخدام شد. در سال ۱۹۷۶ او درجه شایستگی را در دانشگاه فرانکفورت / ماین گذراند.

## نوشته‌ها
- ارجان و کهگیلویه